# Utrka na 110 m s preponama na Olimpijskim igrama
Osvajači olimpijskih medalja u atletskoj disciplini utrka na 110 m s preponama prikazani su u sljedećoj tablici, a rezultati iskazani u sekundama:
| Olimpijske igre      | Zlato                   | Zlato | Srebro                   | Srebro | Bronca                    | Bronca                |
| Atena 1896.          | Thomas Curtis (SAD)     | 17,6  | Grantley Goulding (VBR)  | 17,6   | samo dvojica u finalu     | samo dvojica u finalu |
| Pariz 1900.          | Alvin Kraenzlein (SAD)  | 15,4  | John McClean (SAD)       | 15,6   | Fred Moloney (SAD)        | 15,6                  |
| St. Louis 1904.      | Frederick Schule (SAD)  | 16,0  | Thaddeus Schideler (SAD) | 16,3   | Lesley Ashburner (SAD)    | 16,4                  |
| Atena 1906.          | Robert Leavitt (SAD)    | 16,2  | Alfred Healey (VBR)      | 16,2   | Vincent Duncker (NJE)     | 16,3                  |
| London 1908.         | Forrest Smithson (SAD)  | 15,0  | John Garrels (SAD)       | 15,7   | Arthur Shaw (SAD)         | 15,8                  |
| Stockholm 1912.      | Frederick Kelly (SAD)   | 15,1  | James Wendell (SAD)      | 15,2   | Martin Hawkins (SAD)      | 15,3                  |
| Antwerpen 1920.      | Earl Thomson (KAN)      | 14,8  | Harold Barron (SAD)      | 15,1   | Frederick Murray (SAD)    | 15,1                  |
| Pariz 1924.          | Daniel Kinsey (SAD)     | 15,0  | Sydney Atkinson (JAR)    | 15,0   | Sten Pettersson (ŠVE)     | 15,4                  |
| Amsterdam 1928.      | Sydney Atkinson (JAR)   | 14,8  | Steve Anderson (SAD)     | 14,8   | John Collier (SAD)        | 14,9                  |
| Los Angeles 1932.    | George Saling (SAD)     | 14,57 | Percy Beard (SAD)        | 14,69  | Donald Finlay (VBR)       | 14,74                 |
| Berlin 1936.         | Forrest Towns (SAD)     | 14,2  | Donald Finlay (VBR)      | 14,4   | Frederick Pollar (SAD)    | 14,4                  |
| London 1948.         | William Porter (SAD)    | 13,9  | Clyde Scott (SAD)        | 14,1   | Craig Dixon (SAD)         | 14,1                  |
| Helsinki 1952.       | Harrison Dillard (SAD)  | 13,91 | Jack Davis (SAD)         | 14,00  | Arthur Barnard (SAD)      | 14,40                 |
| Melbourne 1956.      | Lee Calhoun (SAD)       | 13,70 | Jack Davis (SAD)         | 13,73  | Joel Shankle (SAD)        | 14,25                 |
| Rim 1960.            | Lee Calhoun (SAD)       | 13,98 | Willie May (SAD)         | 13,99  | Hayes Jones (SAD)         | 14,17                 |
| Tokio 1964.          | Hayes Jones (SAD)       | 13,67 | Blaine Lindgren (SAD)    | 13,74  | Anatoli Mikhailov (SSSR)  | 13,78                 |
| Mexico City 1968.    | Willie Davenport (SAD)  | 13,33 | Ervin Hall (SAD)         | 13,42  | Eddy Ottoz (ITA)          | 13,46                 |
| München 1972.        | Rod Milburn (SAD)       | 13,24 | Guy Drut (FRA)           | 13,34  | Thomas Hill (SAD)         | 13,48                 |
| Montreal 1976.       | Guy Drut (FRA)          | 13,30 | Alejandro Casañas (KUB)  | 13,33  | Willie Davenport (SAD)    | 13,38                 |
| Moskva 1980.         | Thomas Munkelt (Ist.NJ) | 13,39 | Alejandro Casañas (KUB)  | 13,40  | Aleksandr Puchkov (SSSR)  | 13,44                 |
| Los Angeles 1984.    | Roger Kingdom (SAD)     | 13,20 | Greg Foster (SAD)        | 13,23  | Arto Bryggare (FIN)       | 13,40                 |
| Seoul 1988.          | Roger Kingdom (SAD)     | 12,98 | Colin Jackson (VBR)      | 13,28  | Tony Campbell (SAD)       | 13,38                 |
| Barcelona 1992.      | Mark McKoy (KAN)        | 13,12 | Tony Dees (SAD)          | 13,24  | Jack Pierce (SAD)         | 13,26                 |
| Atlanta 1996.        | Allen Johnson (SAD)     | 12,95 | Mark Crear (SAD)         | 13,09  | Florian Schwarthoff (NJE) | 13,17                 |
| Sydney 2000.         | Añer García (KUB)       | 13,00 | Terrence Trammell (SAD)  | 13,16  | Mark Crear (SAD)          | 13,22                 |
| Atena 2004.          | Liu Xiang (KIN)         | 12,91 | Terrence Trammell (SAD)  | 13,18  | Añer García (KUB)         | 13,20                 |
| Peking 2008.         | Dayron Robles (KUB)     | 12,93 | David Payne (SAD)        | 13,17  | David Oliver (SAD)        | 13,18                 |
| London 2012.         | Aries Merritt (SAD)     | 12,92 | Jason Richardson (SAD)   | 13,04  | Hansle Parchment (JAM)    | 13,12                 |
| Rio de Janeiro 2016. | Omar McLeod (JAM)       | 13,05 | Orlando Ortega (ŠPA)     | 13,17  | Dimitri Bascou (FRA)      | 13,24                 |
| Tokio 2020.          | Hansle Parchment (JAM)  | 13.04 | Grant Holloway (SAD)     | 13,09  | Ronald Levy (JAM)         | 13,10                 |
| Pariz 2024.          | Grant Holloway (SAD)    | 12.99 | Daniel Roberts (SAD)     | 13,085 | Rasheed Broadbell (JAM)   | 13,088                |